# Węglewice
Węglewice [pronunciación en polaco: /vɛŋɡlɛˈvit͡sɛ/] es un pueblo ubicado en el distrito administrativo de Gmina Witonia, dentro del condado de Łęczyca, Voivodato de Łódź, en el centro de Polonia. Se encuentra a unos 3 kilómetros al sur de Witonia, a 11 kilómetros al noreste de Łęczyca, y a 40 kilómetros al norte de la capital regional Łódź.